# Mangan Molih
Mangan Molih is een bestuurslaag in het regentschap Dairi van de provincie Noord-Sumatra, Indonesië. Mangan Molih telt 745 inwoners (volkstelling 2010).